# John Marsh (tir sportif)
Pour les articles homonymes, voir John Marsh (homonymie) et Marsh.
John Marsh est un tireur sportif du Royaume-Uni.

## Palmarès
John Marsh a remporté l'épreuve Cominazzo Original aux championnats du monde MLAIC 1996 à Warwick.